# Marie Fantová
Marie Fantová (provdaná Breinlová; 6. listopadu 1893 Smíchov – 23. dubna 1963 Praha) byla česká novinářka a překladatelka z angličtiny. Svá díla uveřejňovala pod pseudonymem Ma-Fa.

## Život
Narodila se v rodině architekta Josefa Fanty. Její sestrou byla další překladatelka z angličtiny Eva Horlivá .
Psala sloupky a fejetony pro Lidové noviny . Byla přítelkyní Mileny Jesenské a s Janem Masarykem údajně udržovala milenecký poměr. Zemřela roku 1963 a byla pohřbena na Olšanských hřbitovech.

## Dílo

### Vlastní práce
- Lidé, Praha a Svět : Feuilletony, Praha : Aventinum, 1925
- Křížovka světa : Fotomontáž z cestování, Praha : Fr. Borový, 1938

spolu s dalšími autory:
- Šťastnou cestu : Sborník článků o cestování (Adolf Hoffmeister, Miloš Mollenda, J. Eiselt, J. Marot-Oumanský a další), Praha : F. Topič, 1927

### Překlady
Přeložila do češtiny mimo jiné díla těchto autorů:
Willa Siebert Cather, Peter Cheyney, Agatha Christie, Rose Macaulay, André Maurois, Beverley Nichols, Robert Louis Stevenson, Evelyn Waugh a další.